# Mike Hughes (terraplanista)
Michael Hughes (9 de febrero de 1956 - 22 de febrero de 2020), conocido popularmente como Mike "Mad" Hughes, fue un conductor de limusinas estadounidense, creyente de la tierra plana y temerario conocido por volar en cohetes de vapor de fabricación propia. Murió el 22 de febrero de 2020, mientras filmaba un truco para una próxima serie de televisión de Science Channel.

## Biografía
Hughes pasó su infancia en Oklahoma. Pronto se interesó por las carreras de motos. En 2002, Hughes estableció un récord mundial Guinness con un salto de 103 pies (31 m) en una limusina Lincoln Town Car. Dijo durante una entrevista con Associated Press en 2018 que había planeado postularse para gobernador de California.
En el momento de su muerte, Hughes vivía en Apple Valley, California.

## Lanzamiento de cohetes

### Lanzamiento del 2014
Según Associated Press, Hughes construyó su primer cohete tripulado el 30 de enero de 2014 y voló 1374 pies (419 m) en poco más de un minuto sobre Winkelman, Arizona. Según CBC News, Hughes se derrumbó después del aterrizaje y tardó tres días en recuperarse. Hughes afirmó que las lesiones sufridas por el vuelo lo pusieron en un andador durante dos semanas. No había ningún video de Hughes entrando en el cohete y había dudas de que estuviera en él cuando se lanzó. 

### Recaudación de fondos
En 2016, Hughes lanzó un fallido intento de recaudación de fondos para un cohete que recaudó $ 310. Después de profesar su creencia en la Tierra plana más tarde ese año, Hughes ganó apoyo dentro de la comunidad de la Tierra plana. Su campaña de recaudación de fondos posterior a la Tierra plana logró su meta de $ 7,875. Había dicho que tenía la intención de hacer múltiples viajes en cohete, que culminaran en un vuelo al espacio exterior, donde creía que podría tomar una fotografía de toda la Tierra como un disco plano.  Dijo en noviembre de 2017 que la Oficina de Administración de Tierras (BLM) le había dado permiso verbal más de un año antes de lanzar su cohete, pendiente de la aprobación de la Administración Federal de Aviación. Sin embargo, un portavoz de BLM dijo que su oficina de campo local no tenía antecedentes de haber hablado con Hughes en ese momento. Según BLM, después de ver algunos artículos de noticias sobre el lanzamiento planeado, un representante de BLM se acercó a Hughes con inquietudes. El lanzamiento del cohete estaba originalmente programado para el fin de semana del 25 de noviembre de 2017; Hughes luego reprogramó para el 2 de diciembre de 2017, culpando a las continuas dificultades para obtener permisos.  Hughes movió su plataforma de lanzamiento 4 millas (6 km) para poder despegar y aterrizar en una propiedad privada, pero el BLM sostuvo que todavía necesitaba completar los permisos. Hughes, desafiante, declaró que la disputa no le impedirá volar: "Soy un temerario. No me gusta mucho la autoridad o las reglas". Hughes reconoció que había riesgos y le dijo a Associated Press: "Es aterrador como el infierno. Pero ninguno de nosotros saldrá vivo de este mundo". Una campaña de recaudación de fondos para cubrir los costos de la demora recaudó alrededor de $ 100 de su objetivo de $ 10,000. El 3 de febrero de 2018, Hughes transmitió en vivo otro intento de lanzamiento, pero el lanzamiento de vapor del cohete no funcionó y el lanzamiento fue abortado. 
Hughes planeaba lanzarse nuevamente en un cohete el 10 de agosto de 2019, pero problemas mecánicos pospusieron el lanzamiento. El fin de semana siguiente, el lanzamiento se pospuso nuevamente y Hughes fue tratado por agotamiento por calor.

### Lanzamiento final
El 22 de febrero de 2020, Hughes murió cerca de Barstow, California, luego del accidente de un cohete que estaba pilotando, construido por Hughes y su colaborador Waldo Stakes. Durante el lanzamiento, el paracaídas del cohete, que fue diseñado para aterrizar, pareció desplegarse temprano y separarse de la nave. Un testigo en el lanzamiento, el periodista independiente Justin Chapman, dijo que el cohete pareció rozar el aparato de lanzamiento, quizás rompiendo los paracaídas. El evento de lanzamiento se estaba filmando para la serie de televisión Homemade Astronauts de Science Channel., en el que Hughes iba a protagonizar.
Tras la muerte de Hughes, Darren Shuster, su representante de relaciones públicas, declaró: "Usamos la tierra plana como un truco de relaciones públicas ... la tierra plana nos permitió obtener tanta publicidad que seguimos adelante. Sé que él no creía en la tierra plana y fue un truco".